# マッシュ (芸能事務所)
マッシュ（MASH）は、日本の芸能プロダクション。M★A★S★Hと表記される場合もある。

## 所属アーティスト
- 田口トモロヲ
- つみきみほ
- みのすけ（ナイロン100℃）
- 安藤玉恵
- 荒谷清水（南河内万歳一座）
- 江本純子（毛皮族主宰・作家・演出家）
- 米村亮太朗（ポツドール）
- 山岸門人
- 棚橋ナッツ
- 紀伊修平
- 山本裕子（青年団）
- 段丈てつを
- 片桐美穂（劇団「えび」）
- 松本卓也
- 岡田静
- 原サチコ
- 三浦大輔（ポツドール主宰・作家・演出家）
- タナダユキ（映画監督）

### マッシュマニア
- 尾倉ケント
- 徳橋みのり（ろりえ）
- 斎藤加奈子（ろりえ）
- 石崎竜史（20歳の国主宰・作家・演出家）
- 鷲尾英彰

## かつて所属していたアーティスト
- 伊藤俊輔（ONEOR8）
- いしいまい

### マッシュマニア
- 本山歩
- 奥山雄太（ろりえ主宰・作家・演出家）
- 斉藤マッチュ（20歳の国）

### その他
- 木内みどり（2019年死去）が、2017年から代表・大田雄子と個人的にマネジメント契約を結んでいた[1]。